# Поребрик (мем)
Поребрик — мем, який з'явився в українській мові у 2014 році з початком російської військової агресії проти України на Донбасі.

## Етимологія
Слово «поребрик» використовували російські бойовики, які захоплювали Краматорськ, вказуючи, куди треба відійти мирним жителям міста, що своєю чергою спостерігали за захопленням будівлі відділу МВС.
Слово «поребрик» майже не вживається в Україні, хоча і існує в українській мові (позначає архітектурний декоративний орнамент, утворений поставленими під кутом до стіни (ребром) рядами звичайної або лекальної цегли). Натомість в окремих регіонах Росії, насамперед у Санкт-Петербурзі, слово «поребрик» застосовують у значенні «бордюр» (бортовий камінь, що обмежує тротуар).

## Використання
В Україні мем з часом також отримав нову форму — «Запорєбєрьє» чи «за порєбріком», що застосовується як глузлива назва Росії.